# Le Bonheur (film, 2013)
Pour les articles homonymes, voir Le Bonheur.
Pour plus de détails, voir Fiche technique et Distribution.
Le Bonheur est un film français réalisé par Fabrice Grange et produit en 2013 par Cinquième Lune Production.

## Fiche technique
- Réalisation : Fabrice Grange
- Scénario : Fabrice Grange, Maia Etcheverry
- Photographie : Carlo Varini
- Montage : Fabrice Grange
- Musique : Jean-Yves D'Angelo
- Société(s) de production : Cinquième Lune Production
- Pays d'origine :  France
- Format : Couleur Noir et blanc - 1,33:1 -  35 mm
- Genre : drame
- Durée : 90 minutes
- Dates de sortie :
  -  Canada : 27 août 2013

## Distribution
- Julie Wingens : Alice
- Stéphane Prévost : Jean
- Sophie Fougère : Sœur d'Alice
- Thérèse Liotard : Mère d'Alice
- Georges Martin-Censier : Père d'Alice
- Grégory Benchenafi : Le projectionniste
- Natacha Milosevic : Le clown
- Philippe de Beaumont : Maître Shibari
- Brigitte Lahaie : Médecin d'Alice
- Olga Korotyayeva : Copine d'Alice
- Clélie Mathias : Vendeuse bijouterie
- Olivier Berquet : Le curé
- Kamel Ben Achour : Le médecin
- Nang Cao Deo : Servante appartement
- Vincent Heffinger : Serveur bar